# Bonnay (Somme)
Bonnay is een gemeente in het Franse departement Somme (regio Hauts-de-France) en telt 260 inwoners (2004). De plaats maakt deel uit van het arrondissement Amiens.

## Geografie
De oppervlakte van Bonnay bedraagt 5,8 km², de bevolkingsdichtheid is 44,8 inwoners per km².
De onderstaande kaart toont de ligging van Bonnay (Somme) met de belangrijkste infrastructuur en aangrenzende gemeenten.

## Demografie
Onderstaande figuur toont het verloop van het inwonertal (bron: INSEE-tellingen).